# 銀粧刀
銀粧刀(ぎんしょうとう)は、朝鮮において女が男に襲われそうになった時の操(みさお)を守る為の短刀で、16才になったら親から渡されたという銀色、または銀製の小刀である。読みは、「은장도・ウンジャンド」。起源は1400年頃。夫以外の男性に心を惹かれてしまった場合に己を戒めるために腿を刺して自重しなさいという意味もあるという。昔の銀粧刀を博物館で見る事ができるが、現在、韓国のデパートや土産物売り場でも売られている。
日本語では「ぎんしょうとう」と言う事も可能である。この「銀粧刀」をハングルで「은장도」と表記する場合、「銀粧道」という意味で使われる場合がある。銃を所持できるアメリカでは、「女性が操(みさお)を守る為」には「小刀」では意味がなく、「銃」を持つ必要があるので、「刀」ではなく「銃」を身につけて護身する技(わざ)という意味で、「銀粧道」と漢字で表記する事もできる。在米韓国人の文信宮嬢(Cindy Moon)がハングル表記・英語音声で「銀粧道」をユｰチュｰブで公開している。